# Jenny Zanelli
Jenny Zanelli fue una deportista italiana que compitió en esgrima, especialista en la modalidad de florete. Ganó tres medallas en el Campeonato Mundial de Esgrima entre los años 1952 y 1957.

## Palmarés internacional
| Campeonato Mundial | Campeonato Mundial     | Campeonato Mundial | Campeonato Mundial  |
| Año                | Lugar                  | Medalla            | Prueba              |
| ------------------ | ---------------------- | ------------------ | ------------------- |
| 1952               | Copenhague (Dinamarca) | Medalla de bronce  | Florete por equipos |
| 1953               | Bruselas (Bélgica)     | Medalla de bronce  | Florete por equipos |
| 1957               | París (Francia)        | Medalla de oro     | Florete por equipos |